# 필리푸스 아라브스
마르쿠스 율리우스 필리푸스(라틴어: Marcus Iulius Philippus Augustus, 204년 경 ~ 249년)는 244년부터 249년까지 통치하였던 로마 제국의 황제이다. 별칭은 필리푸스 아라브스(라틴어: Philippus Arabs)이다. 현대의 시리아 지역에서 태어났으며 로마 제국에서 주요 인물이 되었다. 고르디아누스 3세가 사망한 뒤 사산 제국과의 재빠른 평화 협상으로 권력을 취하였다. 통치 기간 중 로마는 일천년기를 자축하였다.
초기 기독교 작가들 가운데 한 명인 필리푸스는 기독교 신앙에 대해 호감을 가진 것으로 명성을 떨쳤다. 그는 안티오케이아에서 기독교인들과 나란히 부활절을 축하하려고 했으나 주교 바빌라스가 그를 참회자들과 함께 서게 하였다. 필리푸스와 그의 아내는 오리게네스로부터 서신을 받았다.
필리푸스는 모에시아 군단의 추대를 받은 차기 황제 데키우스가 주도한 반란으로 인해 살해되었다.

## 참고 문헌

### 일차 문헌
- Aurelius Victor, Epitome de Caesaribus
- Joannes Zonaras, Compendium of History extract: Zonaras: Alexander Severus to Diocletian: 222–284
- Zosimus, Historia Nova

### 이차 문헌
- Southern, Pat. The Roman Empire from Severus to Constantine, Routledge, 2001
- Potter, David Stone, The Roman Empire at Bay, AD 180-395, Routledge, 2004
- Bowman, Alan K., The Cambridge Ancient History: The Crisis of Empire, A.D. 193-337, Cambridge University Press, 2005
- Canduci, Alexander (2010), 《Triumph & Tragedy: The Rise and Fall of Rome's Immortal Emperors》, Pier 9, ISBN 978-1-74196-598-8
- http://www.roman-emperors.org/philarab.htm Meckler, Michael L "Philip the Arab (244-249 A.D.)", De Imperatoribus Romanis (1999)